# Dromaeolus mauiensis
Dromaeolus mauiensis är en skalbaggsart som beskrevs av Sharp 1908. Dromaeolus mauiensis ingår i släktet Dromaeolus och familjen halvknäppare. Inga underarter finns listade i Catalogue of Life.